# Třídy oceli
Třídy oceli určují její vlastnosti a jakost. Ve světě se používá značení evropské EN 10027, německé DIN, americké ASTM a SAE. V České republice se používá značení dané českými státním normami (ČSN). V tomto článku je popsáno jen značení podle ČSN.

## Třídy oceli podle ČSN

### Oceli třídy 10
Ocel obvyklých jakostí, běžná stavební ocel
10 37X a 10 42X:
- Jsou dobře tvárné a na sváření (nenosné)
- Různé konstrukce, součásti strojů, šrouby, matice, nýty, drobné kolejničky a na výkovky menších pevností

10 50X ; 10 65X ; 10 75X:
- Odstupňovaná pevnost na tah
- Nejvhodnější na kolejnice – podle druhu zatížení

Oceli pro betonovou výztuž
- Speciální oceli na armovací koše (betonování)

### Oceli třídy 11 (Konstrukční)
- zaručenou (minimální) pevnost v tahu (v MPa) vyjadřuje 10násobek druhého dvojčíslí 11 XXX.XX

11 140:
- pro obrábění na rychlořezných automatech

11 300:
- hlavně pro hluboké tažení
- dobře svařitelná, tvárná za tepla i za studena
- výlisky, výkovky, výtažky

11 373 a 11 423:
- zaručeně svařitelná
- výroba méně namáhaných součástí (hřídele, čepy, menší ozubená kola !patrně ne ozubení, ale jen tělo kola! *pozn. Ozubení je cementováno.)

11 500:
- velmi používaná pro méně namáhané součásti
- dají se zušlechťovat
- používají se jako čepy, hřídele, pístní tyče

11 600:
- snese větší tlaky - klíny, pera

### Oceli třídy 12
- ušlechtilé uhlíkové oceli - mají předepsaný obsah prvků hlavně C,P,S,Si,Mn

### Oceli třídy 13
- Převážně pružinová ocel.. Legované především Mn k zaručení dostatečné cyklické odolnosti.

### Oceli třídy 14
- chromová ocel, nízkolegovaná
- pro výrobu se používá chrom + další prvky hlavně Si, Mn

Použití:
ozubená kola, hřídele, čepy ...

### Oceli třídy 15
- molybdenová ocel, nízkolegovaná

### Oceli třídy 16
- niklová ocel, nízko a středně legovaná
- používají se kombinace legovacích prvků: Ni+Cr, Ni+V, Ni+V+W

### Oceli třídy 17
- Žáruvzdorné, žárupevné a korozivzdorné oceli jako např.: nerez (chirurgické nástroje, tanky a potrubí pro potravinářský a chemický průmysl)
- středně a vysoce legované

### Oceli třídy 19

#### Nástrojové oceli - dělení HSS (high speed steel)
- uhlíkové – předepsaný obsah legovacích prvků: C,P,S,Si,Mn
  - 19 0XX, 19 1XX a 19 2XX
- slitinové – nízko, středně a vysoce legované, legovací prvky: Cr, V, W, Mo, …
  - 19 3XX-báze Mn, 19 4XX- báze Cr, 19 5XX, báze Cr-Mn, 19 6XX báze Ni, 19 7XX báze W
- rychlořezné – zkratka RO
  - 19 8XX rychlořezná n. o., báze W-Mo-Co
- určené pro lití – 19 9XX, vysoce legované W

### Oceli na odlitky
Hlavní výhodou proti litině je svařitelnost, nevýhodou jsou horší slévárenské vlastnosti a vyšší odlévací teploty - ve formovací směsi je obvykle nutno použít žárovzdorné ostřivo. 
Dle ČSN se používá šestimístné značení 42 26XX až 42 29XX, přičemž šestá číslice udává zaručené vlastnosti (vrubovou houževnatost, odolnost proti korozi, svařitelnost...)
- uhlíkové – obsah uhlíku obvykle do 0,6 %, s rostoucím obsahem uhlíku se zlepšuje slévatelnost
  - 42 26XX - pátá číslice udává minimální pevnost v tahu ve stovkách MPa, na součásti parních turbín, motorů, elektrických strojů
- nízko a středně legované oceli pro odlévání do pískových forem
  - 42 27XX - železniční výhybky, součásti turbín a kotlů pro teploty do 450 °C
- nízko a středně legované oceli pro jiný způsob odlévání než do pískových forem
  - 42 28XX - trvalé magnety (Al-Ni-Co), součásti pro teploty do 580 °C
- vysoko legované oceli, zejména Cr a Ni
  - 42 29XX - žárovzdorné, žáropevné, nástrojové

U legovaných ocelí pátá číslice udává skupinu a obsah legujících prvků.
Značení ocelí na odlitky podle norem EU začíná písmenem G. 

#### Poznámka
Samostatnou kapitolu nástrojových ocelí tvoří oceli rychlořezné. Jejich použití bylo a doposud je určeno pro výrobu vysoce namáhaných řezných nástrojů určených pro obrábění kovových součástek v tepelně nezpevněném stavu. Rychlořezné oceli jsou používány pro výrobu pilových listů a kotoučů, soustružnických nožů, fréz apod. Značení ocelí začíná na č. 19 800. Známé jsou např. soustružnické nože, pro jejichž výrobu byla použita ocel jakosti 19 810 (označení POLDI "RADECO"). Kladenská Poldovka měla svůj vlastní slovní způsob označování např. již uvedené RADECO, RAPID, DMo5 atd. a toto značení je v praxi používáno doposud.